# Hymenophyllum nephrophyllum
Hymenophyllum nephrophyllum är en hinnbräkenväxtart som beskrevs av Ebihara och K. Iwats. Hymenophyllum nephrophyllum ingår i släktet Hymenophyllum och familjen Hymenophyllaceae. Inga underarter finns listade.

## Bildgalleri

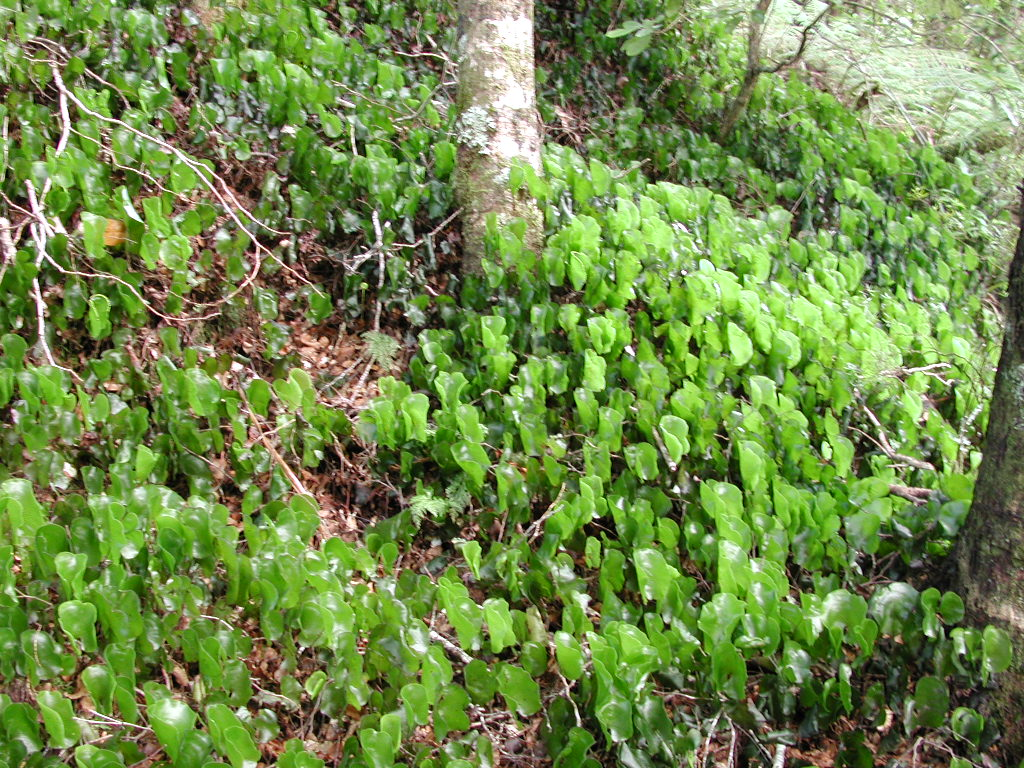
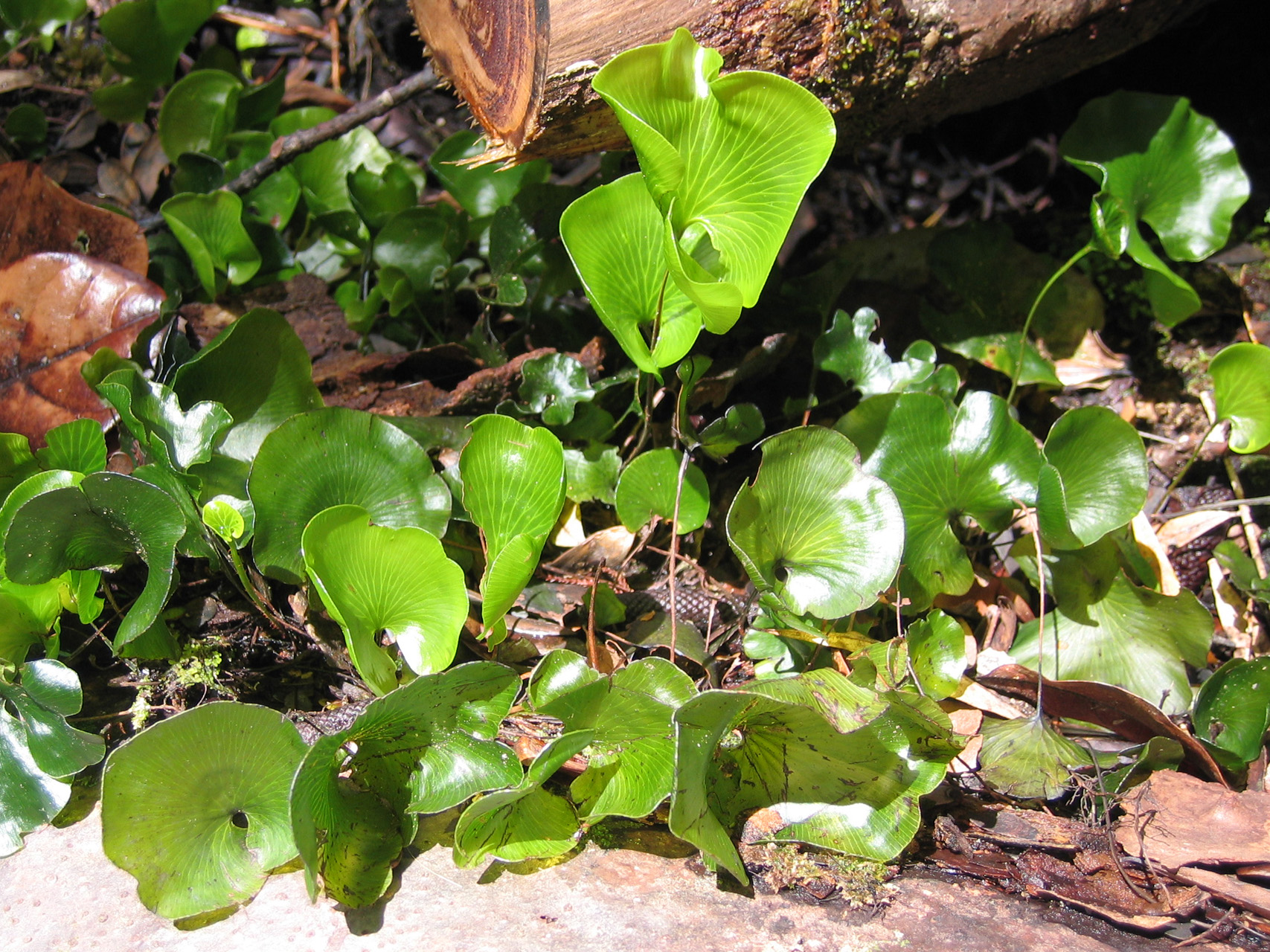
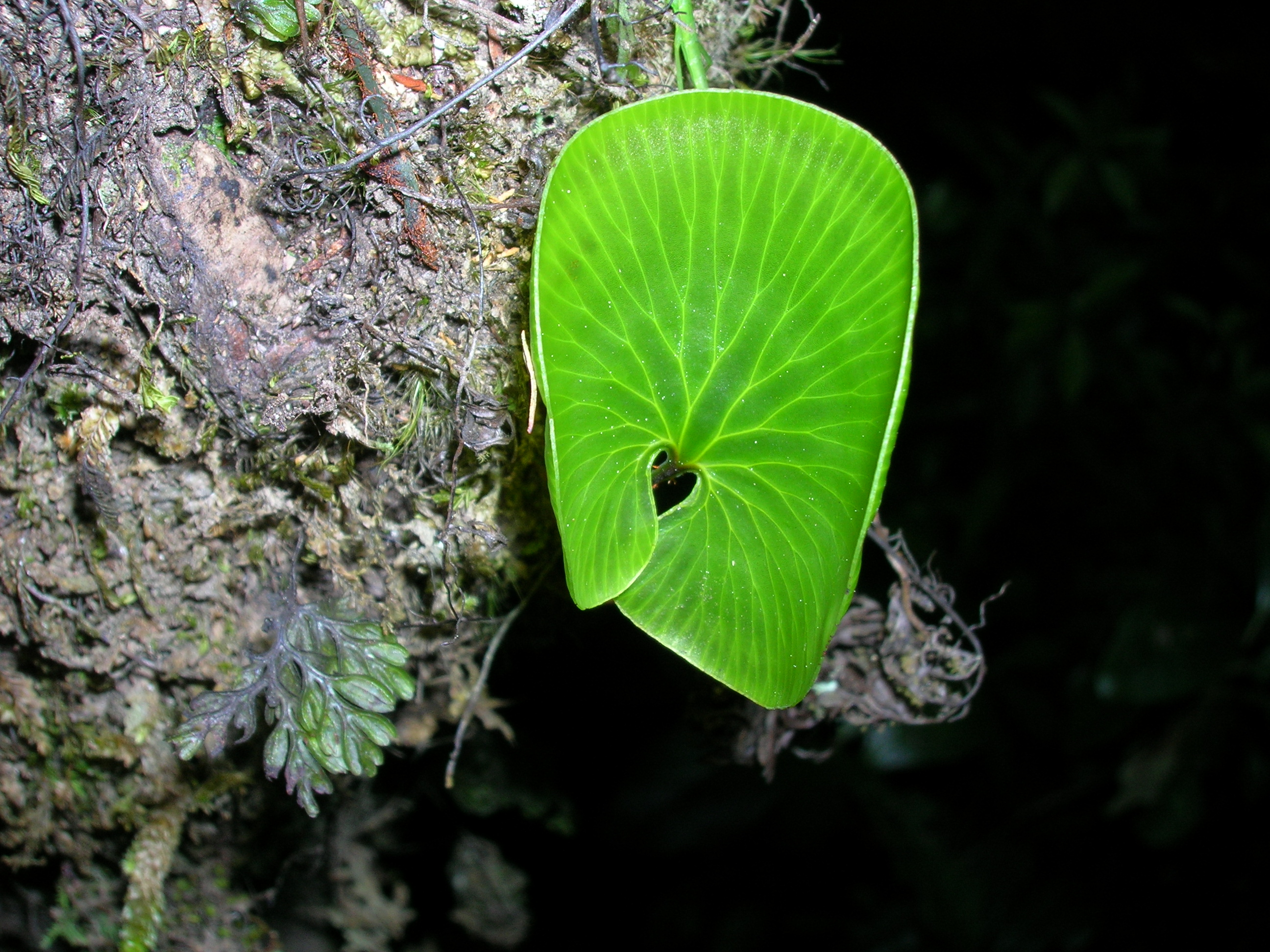
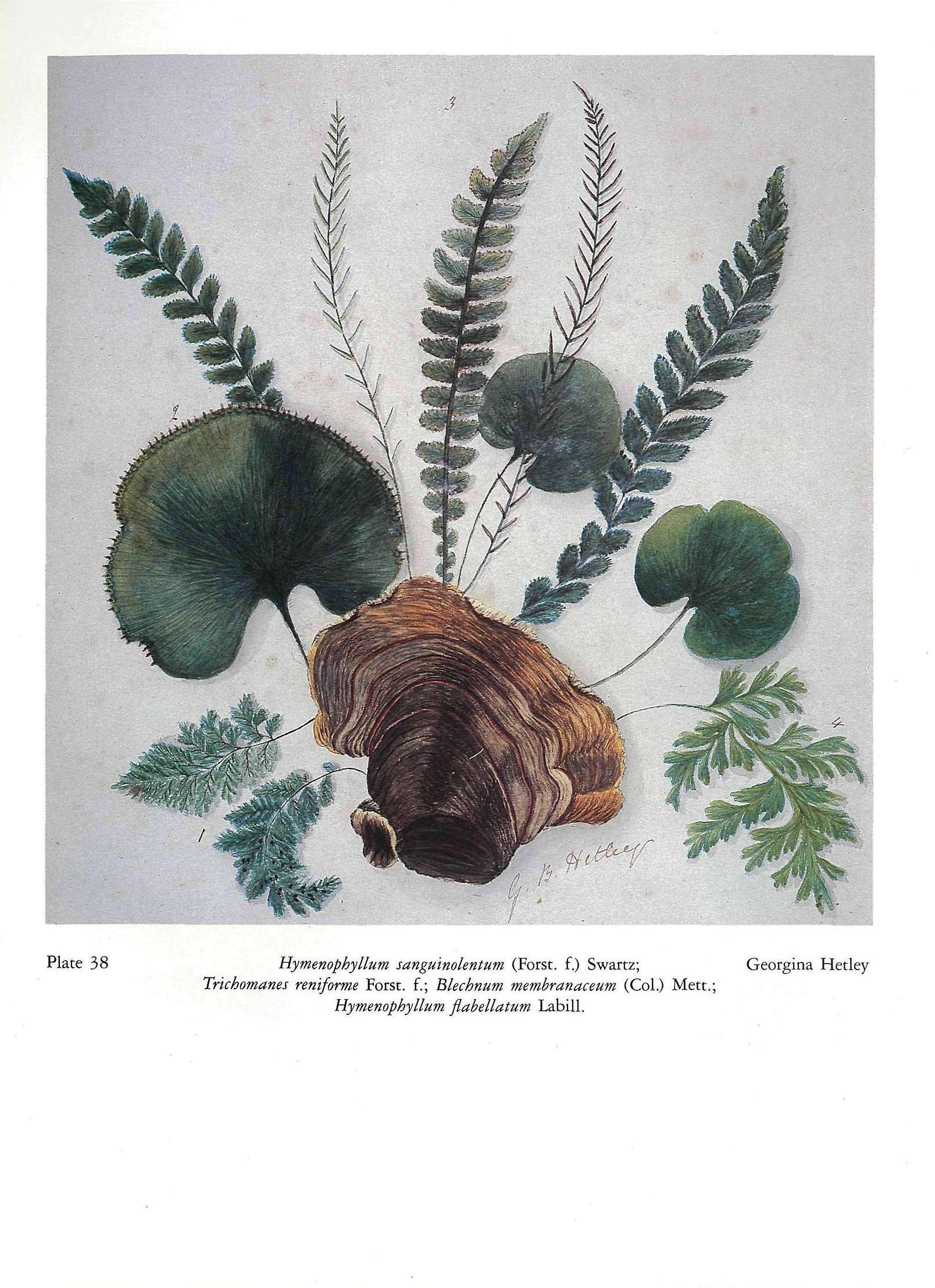
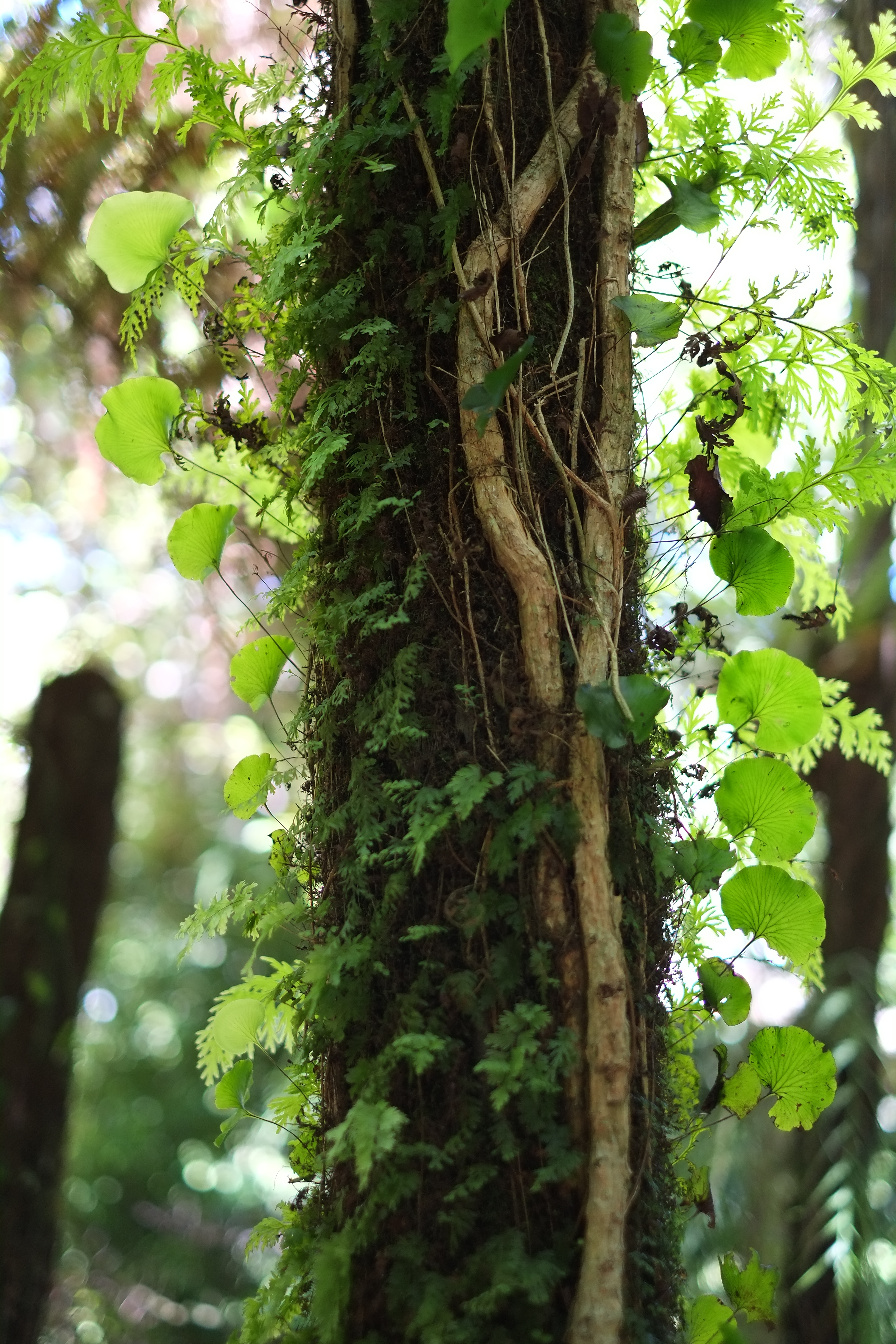
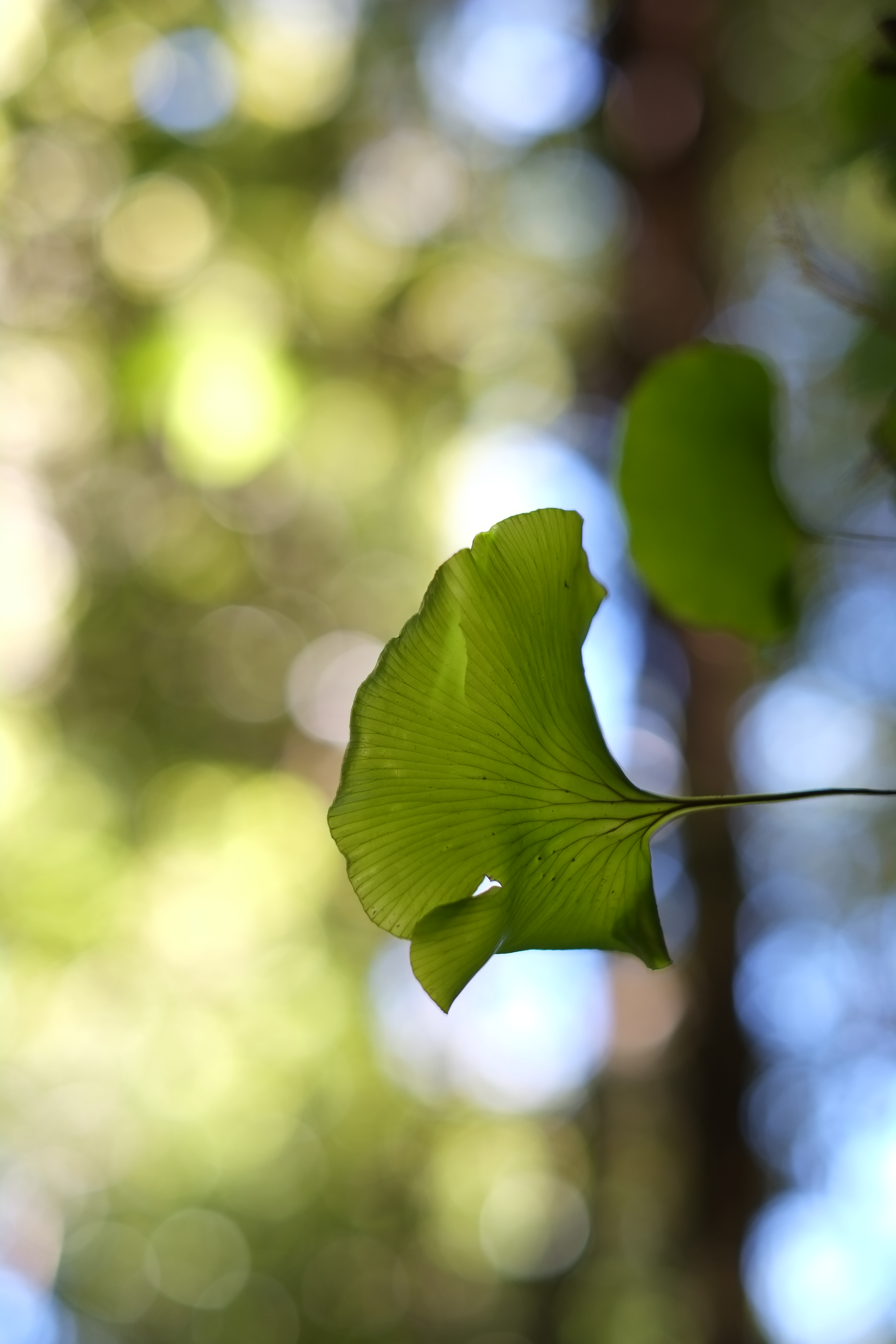